# Kazimierz Jaworski (żeglarz)
Kazimierz „Kuba” Jaworski (ur. 17 października 1929 w Augustowie, zm. 8 lipca 2005 w Szczecinie) – polski żeglarz, jachtowy kapitan żeglugi wielkiej, konstruktor jachtowy.
Jeden z najlepszych polskich żeglarzy regatowych. Jego rejsy jachtami własnej konstrukcji: Spaniel i Spaniel II były symbolami osiągnięć polskiego żeglarstwa.

## Życiorys
Kazimierz „Kuba” Jaworski rozpoczął swoją przygodę z żeglarstwem w 1939 roku na jeziorze Głęboczek. W czasie okupacji rodzina została wysiedlona do Krakowa. Po II wojnie światowej pierwsze stopnie żeglarskie zdobywał w Gdyni, a następnie działał w krakowskim Jachtklubie „Szkwał”. Startował wtedy w regatach w klasach „N”, „H” oraz Finn. Organizował Krakowski Okręgowy Związek Żeglarski, w którym był pierwszym prezesem, a później wieloletnim sekretarzem. W latach 60. rozpoczął pracę w biurze konstrukcyjnym szczecińskiej stoczni jachtowej. W 1961 roku uzyskał patent jachtowego kapitana żeglugi wielkiej. Startował w regatach na Folkboatach, a w 1969 roku i 1970 roku zdobył Mistrzostwo Polski na ENIFIE. Był także mistrzem w klasie IOR II na Ogarze (lata 70.), a w 1975 roku zdobył Mistrzostwo Polski w klasie IOR I na jachcie Spaniel. W 1976 roku, zajął trzecie miejsce w generalnej klasyfikacji w transatlantyckich regatach samotnych żeglarzy OSTAR, a w klasie Jester drugie. Po tych regatach został zaproszony jako gość honorowy obchodów 200-lecia Stanów Zjednoczonych i otrzymał tytuł honorowego obywatela Chicago. Na jachcie Spanielek w 1977 roku w regatach Mini-Transat zajął drugie miejsce. Jego jacht Spaniel II był najszybszym jachtem jednokadłubowym na trasie regat OSTAR' 80.. Był współkonstruktorem jachtu Polonez.

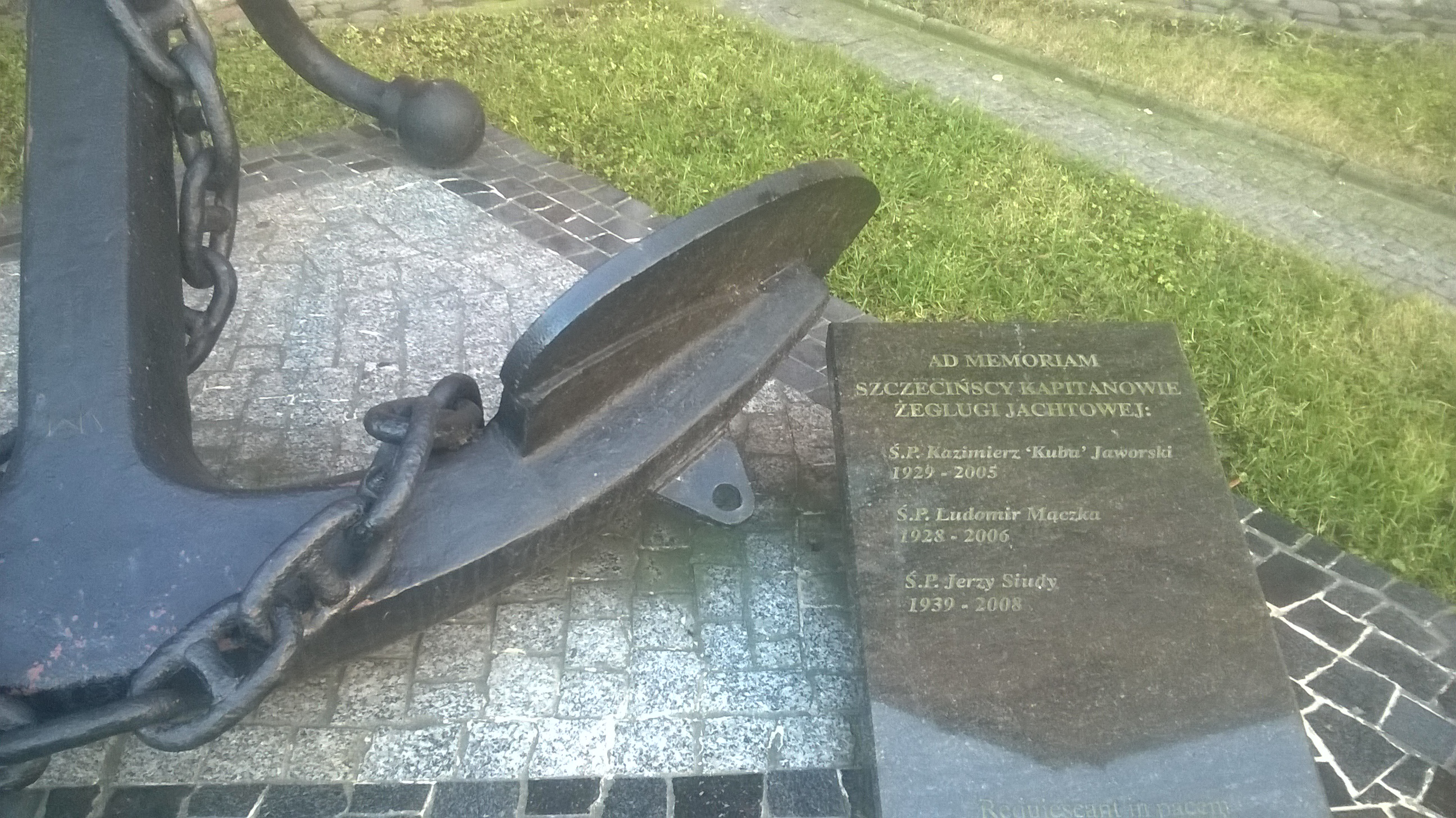
Fragment pomnika upamiętniającego trzech szczecińskich kapitanów jachtowych (Kazimierz „Kuba” Jaworski, Ludomir Mączka, „Ludek”, „Ludojad” i Jerzy Siudy) przed Bazyliką św. Jakuba w Szczecinie

Z czynnego sportu wycofał się w latach 80., po niezrozumiałej decyzji sprzedaży jachtu Spaniel przez Polski Związek Żeglarski. Pochowany został na cmentarzu Centralnym w Szczecinie (kwatera 48d). Przed Szczecińską Bazyliką archikatedralną św. Jakuba stoi pomnik upamiętniający Szczecińskich kapitanów jachtowych, m.in. Kazimierza Jaworskiego.
Za swoje osiągnięcia został odznaczony Krzyżem Oficerskim Orderu Odrodzenia Polski. Dwukrotnie otrzymał nagrodę Rejs Roku – Srebrny Sekstant (1976 i 1977).
24 czerwca 2017 r. odsłonięto jego tablicę w Alei Żeglarstwa Polskiego w Gdyni. 